# Сампсон, Джон
 Джон Сампсон  (англ. John Sampson; 1862—1931) — ирландский лингвист, исследователь цыганского языка, а также творчества Уильяма Блейка. 
Родился в деревне Скалл, графство Корк (Ирландия).
Как исследователь он был лучше всего известен своим трудом «Диалект цыган Уэльса» (англ. The Dialect of the Gypsies of Wales; 1926) и грамматикой валлийско-цыганского языка, написанной совместно с Эдвардом Вудом, который умер в 1902 году. Сампсон отредактировал собрание поэтических произведений Уильяма Блейка  (Blake's "Poetical Works", 1905), воспроизведя оригинальный текст блейковских произведений вместе с аннотированными вариантами. Альфред Казин назвал это «первым аккуратным и полным изданием, заслуживающим доверия».